# Liste der Kunstwerke im öffentlichen Raum in Graz/Puntigam
Diese Liste der Kunstwerke im öffentlichen Raum in Graz/Puntigam enthält die auf „OFFSITE_GRAZ“ (Oeffentliche Kunst seit fuenfundvierzig) gelisteten permanenten Kunstwerke im öffentlichen Raum (Public Art) im Grazer Stadtbezirk Puntigam. OFFSITE_GRAZ wurde im Auftrag der Stadt Graz, in Koordination mit dem Kulturamt, entwickelt und umfasst einen Zeitraum bis 2011.

## Sakrale Kunstwerke
| Foto |                 | Name                                                      | Typ | Standort                                            | Künstler        | Datierung | Beschreibung | Metadaten          |
| ---- | --------------- | --------------------------------------------------------- | --- | --------------------------------------------------- | --------------- | --------- | ------------ | ------------------ |
| ja   | Datei hochladen | Altäre, Altarkreuz, Tabernakel, Ambo, Taufbecken ID: 1001 |     | St. Leopold in Puntigam, Nippelgasse 18-20 Standort | Fritz Hartlauer | 1971      |              | Standort: Puntigam |
| BW   | Datei hochladen | Urzelle ID: 1002                                          |     | St. Leopold in Puntigam, Nippelgasse 18-20 Standort | Fritz Hartlauer | 1971      |              | Standort: Puntigam |

## Quelle
- OFFSITE_GRAZ. Oeffentliche Kunst seit fuenfundvierzig. Abgerufen am 11. März 2018.